# Portugalia na Zimowych Igrzyskach Olimpijskich 2018
Portugalia na Zimowych Igrzyskach Olimpijskich 2018 – występ kadry sportowców reprezentujących Portugalię na igrzyskach olimpijskich w Pjongczangu w 2018 roku.
Kadrę stanowili dwaj zawodnicy, którzy wystąpili w trzech konkurencjach w dwóch dyscyplinach sportowych – biegach narciarskich i narciarstwie alpejskim. W składzie znaleźli się: Kequyen Lam pochodzący z Makau (w dniu jego urodzin Makau było kolonią portugalską, więc Lam jest obywatelem portugalskim od urodzenia) oraz Arthur Hanse będący naturalizowanym Francuzem.
Funkcję chorążego reprezentacji Portugalii podczas ceremonii otwarcia igrzysk pełnił Kequyen Lam, a podczas ceremonii zamknięcia – Arthur Hanse. Reprezentacja Portugalii weszła na stadion jako 82. w kolejności podczas ceremonii otwarcia i 83. podczas zamknięcia, w obu przypadkach pomiędzy ekipami z Pakistanu i Polski.
Był to 8. start reprezentacji Portugalii na zimowych igrzyskach olimpijskich i 33. start olimpijski, wliczając w to letnie występy.

## Skład reprezentacji

### Biegi narciarskie
| Konkurencja                                         | Zawodnik    | Czas    | Strata   | Miejsce |
| --------------------------------------------------- | ----------- | ------- | -------- | ------- |
| Bieg indywidualny mężczyzn na 15 km stylem dowolnym | Kequyen Lam | 54:34,1 | +20:50,2 | 113.    |

### Narciarstwo alpejskie
| Konkurencja            | Zawodnik     | Przejazd 1 | Przejazd 1 | Przejazd 2 | Przejazd 2 | Czas łączny | Miejsce |
| Konkurencja            | Zawodnik     | Czas       | Miejsce    | Czas       | Miejsce    | Czas łączny | Miejsce |
| ---------------------- | ------------ | ---------- | ---------- | ---------- | ---------- | ----------- | ------- |
| Slalom mężczyzn        | Arthur Hanse | 58,26      | 46.        | 1:00,35    | 38.        | 1:58,61     | 38.     |
| Slalom gigant mężczyzn | Arthur Hanse | 1:22,43    | 76.        | 1:21,52    | 67.        | 2:43,95     | 66.     |